# Maya Angelou
Maya Angelou, født Marguerite Ann Johnson (4. april 1928 i Saint Louis, Missouri, USA - 28. maj 2014 i Winston-Salem, North Carolina, USA), var en amerikansk digter, forfatter, skuespiller, instruktør og aktivist. Hun vandt talrige priser og æresbevisninger og var bl.a. nomineret til en pulitzerpris for sin roman I Know Why the Caged Bird Sings. Hun var især kendt for seks selvbiografiske eller autofiktionelle værker om hendes barndom og tidlige ungdom.

I 1950'erne var hun medlem af Harlem Writers Guild og var samtidig aktiv i den amerikanske borgerrettighedsbevægelse

Siden 1991 underviste hun som professor på Wake Forrest University i North Carolina.

## Barndom
Angelous oprindelige navn var Margurite Johnson. Hendes far var dørmand, mens hendes mor startede som ejendomsmægler og uddannede sig senere til operationssygeplejerske. Det var hendes storebror, der gav hende kælenavnet Maya, som Angelou valgte som sit officielle kunstnernavn. Forældrene blev skilt i 1931, og børnene sendtes til Arkansas for at bo hos deres farmor.